# Cheeka
Cheeka è una città dell'India di 32.126 abitanti, situata nel distretto di Kaithal, nello stato federato dell'Haryana. In base al numero di abitanti la città rientra nella classe III (da 20.000 a 49.999 persone).

## Geografia fisica
La città è situata a 30° 2' 56 N e 76° 20' 40 E e ha un'altitudine di 230 m s.l.m..

## Società

### Evoluzione demografica
Al censimento del 2001 la popolazione di Cheeka assommava a 32.126 persone, delle quali 17.524 maschi e 14.602 femmine. I bambini di età inferiore o uguale ai sei anni assommavano a 4.503, dei quali 2.543 maschi e 1.960 femmine. Infine, coloro che erano in grado di saper almeno leggere e scrivere erano 19.050, dei quali 11.382 maschi e 7.668 femmine.